# 越の大橋
越の大橋（こしのおおはし）は、新潟県小千谷市と長岡市の信濃川に架かる国道17号小千谷バイパスの橋長519.384 m（メートル）の桁橋。

## 概要
左岸側の小千谷市高梨町と、右岸側の長岡市妙見町との間に架かる橋。橋長519.384 mを有する、左岸側は道路橋梁単体の箱桁橋、右岸側は上流側に併設されている妙見堰と橋脚が一体となったI桁橋である。
車線は上下各1車線の暫定2車線で、妙見堰上流側に堰の管理用通路を兼ねた自転車歩行者道橋を併設している。
現在新潟県道589号小千谷長岡線として供用されている国道17号の旧区間のうち、小千谷市浦柄から妙見町にかけての区間は、信濃川右岸側の急峻な斜面付近を経由しているため崖崩れの危険性が高く、連続雨量が150 mmを超えると全面通行止となるなど、長岡市近郊の難所となっていた。越の大橋は、これを迂回するために計画された小千谷バイパスの区間として整備されたものである。同バイパスの小千谷市三仏生 - 高梨町間開通による全線開通と同時に国道17号に指定変更された。
小千谷バイパスは、薭生ICから一度小千谷大橋で信濃川を渡り、市北部をCの字を描くように経由して、再び越の大橋で信濃川を渡るルートを辿り、浦柄・妙見町地内の区間を大きく迂回している。しかし、小千谷市東小千谷地区や長岡市川口地域などと長岡市中心部との間は県道589号を経由するルートが近道となるため、引き続き重用されている。
- 橋格 - 1等橋 (TL-20)
- 形式 - 2径間連続箱桁橋および3径間連続鈑桁橋2連および2径間連続鈑桁橋
- 橋長 - 519.384 m
  - 支間割 - 2×(84.050 m) + (43.000 m + 43.500 m + 43.100 m) + (43.100 m + 43.500 m + 43.106 m) + (43.337 m + 44.935 m)
- 幅員
  - 総幅員 - 9.700 m
  - 有効幅員 - 8.750 m
  - 車道幅員 - 8.750 m
  - 歩道幅員 - なし
- 総鋼重 - 1,884.284 t
- 施工 - サクラダ・高田機工・宮地鐵工所[注釈 1]
- 架設工法 - トラッククレーンベント工法
- 開通 - 1993年（平成5年）11月17日[2][3]

## ギャラリー
- 越の大橋
- 越の大橋。左岸より撮影。